# 天坛座
天坛座（Ara）是托勒密最早划分出的48个星座之一，这个星座面积虽然小，但它处在银河中，在天蝎座的正南方，主要是由二等和三等大星构成。其中最明亮的星是天坛座β星（+2.87）。在现代星座诞生之前，天坛座曾是半人马座和豺狼座的一部分。该星座名称源自古希腊神话祭坛，翻译为中文时雅译为天坛，与中国的天坛没有关系。

## 星座神話
克洛诺斯害怕其子女推翻其統治，於是吞下妻子瑞亞所生之兒女。其妻暗中藏起一個孩子，以石頭調包給克洛诺斯吞下，而把孩子藏於克里特一個山洞中，此孩子就是宙斯。
當宙斯長大後，回到父親克洛诺斯的宮殿，強迫克洛诺斯吐出以前吞下的子女，眾子女和宙斯聯成一陣線設壇立誓推翻克洛诺斯殘暴的統治，經過長達十年的戰爭後，宙斯終取得勝利，為紀念當初立誓之事，故在天上設天壇座。
那么，天坛座被设为祭坛，祭坛的中央燃烧着火种，代表自由、和平，并由众守护神来日夜把守。

## 深空天体
- NGC 6193：这个疏散星团非常大，它所散布的区间相当于满月的月面的一半，其中最明亮的星是+6。
- NGC 6352：這是一個結構鬆散的球狀星團，15公分的小望遠鏡就可以解析出其中的恆星。
- NGC 6362：這是一個不規則形狀的球狀星團，15公分的小望遠鏡就可以解析出其中的恆星。
- NGC 6397：这是一个明亮的球状星团，它由组成这一类星团的恒星疏松的集合而成。尽管它不是太大，但因距离地球比较近，所以用一架小型望远镜观测它就显得相当大。NGC 6397与地球距离为9000光年，是距离地球最近的球状星团。

## 重要主星
| 西方星名 | 中國星官 | 英文名字 | 英文含意 | 視星等 |
| -------- | -------- | -------- | -------- | ------ |
| 天壇座α  | 杵二     | -        | -        | 2.95   |
| 天壇座β  | 杵三     | -        | -        | 2.85   |
| 天壇座γ  | 龜二     | -        | -        | 3.34   |
| 天壇座δ  | 龜三     | -        | -        | 4.56   |
| 天壇座ε1 | 龜一     | -        | -        | 4.56   |
| 天壇座ζ  | 龜五     | -        | -        | 3.12   |
| 天壇座η  | 龜四     | -        | -        | 3.77   |
| 天壇座σ  | 杵一     | -        | -        | 4.56   |

- 龜Tortoise（尾5）
- 杵Pestle（箕3）